# عبدالله عبدالعزیز
عبدالله ممدوح عبدالعزیز (زادهٔ ۲۹ مارس ۱۹۹۹) کاراته کا مصری است. او در مسابقات کاراته قهرمانی جهان ۲۰۲۱ که در دبی، امارات متحده عربی برگزار شد، در وزن ۷۵ کیلوگرم مردان مدال نقره را کسب کرد. وی مدال نقره کومیته کاراته انفرادی منهای ۷۵ کیلوگرم مردان در بازی‌های آفریقایی ۲۰۱۹ که از ۲۴ تا ۲۶ مرداد ۱۳۹۸ در رباط مراکش برگزار شد و مدال طلا در وزن ۷۵- کیلوگرم کومیته انفرادی مردان (یوفاک) جوانان و بزرگسالان (قهرمانان قهرمانی) را کسب کرد.

## دوران حرفه‌ای
عبدالعزیز پیش از این در سال‌های ۲۰۱۵ و ۲۰۱۹ دو مدال برنز را در مسابقات قهرمانی نوجوانان و زیر ۲۱ سال جهان کسب کرده بود. او همچنین مدال‌های متعددی از جمله طلا، نقره و برنز در مسابقات قهرمانی قاره آفریقا و مسابقات مدیترانه و همچنین فدراسیون جهانی کاراته کسب کرده بود.

## دستاوردها
او برای بازی‌های المپیک تابستانی ۲۰۲۰ در توکیو، نقاط مقدماتی نمایندگی قاره ژاپن، جایی که کاراته برای اولین بار در آن حضور خواهد یافت، واجد شرایط شد و اکنون او نماینده تیم مصر در بازی‌های المپیک تابستانی ۲۰۲۰ در مسابقات کاراته بازی‌های المپیک تابستانی ۲۰۲۰ در توکیو، ژاپن خواهد بود.